# Fernando de Herrera
Fernando de Herrera (Siviglia, 1534 – 1597) è stato un poeta e scrittore spagnolo.

## Biografia
Notevolmente influenzato dal poeta spagnolo Garcilaso de la Vega e dall'italiano Francesco Petrarca, narrò amori platonici, con ricercatezza di accenti e astrattezza di concetti che preludono al Barocco.
Tra le più importanti opere di Herrera si citano Canzone per la battaglia di Lepanto (1572), Canzoniere (1582) e Annotazioni alle opere di Garcilaso (1580). Mentre la seconda opera celebrò l'importante figura del poeta che diffuse nella penisola iberica la letteratura rinascimentale, la prima fu incentrata sull'amore e sull'epica con divagazioni bibliche e mitologiche.